# 战神滩
《战神滩》（英語：Beach of the War Gods）是1973年王羽自导自演的一部电影，该电影主要讲述的是一位豪侠抵抗倭寇入侵的故事。该作根据电影《七武士》进行改编。

## 劇情簡介
明朝嘉靖年间，萧峰为了援助其叔叔抵抗倭寇于是来到杭州，并在途中遇到了很多倭寇入侵，于是他便与当地民众来反抗倭寇的入侵。

## 演员
- 王羽
- 曹健
- 蔡弘
- 龙飞
- 山茅
- 薛汉
- 关敏

## 相關連結
- 香港影庫上《战神滩》的資料（繁體中文）
- 互联网电影数据库（IMDb）上《战神滩》的资料（英文）
- 豆瓣电影上《战神滩》的資料 （简体中文）